# Tjerykaŭ
Tjerykaŭ (vitryska: Чэрыкаў) är en stad i Belarus.   Den ligger i voblasten Mahiljoŭs voblast, i den östra delen av landet, 250 km öster om huvudstaden Horad Mіnsk. Tjerykaŭ ligger 167 meter över havet och antalet invånare är 8 149.

## Natur och klimat
Terrängen runt Tjerykaŭ är platt. Runt Tjerykaŭ är det glesbefolkat, med 15 invånare per kvadratkilometer.. Det finns inga andra samhällen i närheten. 
Omgivningarna runt Tjerykaŭ är en mosaik av jordbruksmark och naturlig växtlighet.  Trakten ingår i den hemiboreala klimatzonen. Årsmedeltemperaturen i trakten är 4 °C. Den varmaste månaden är juli, då medeltemperaturen är 20 °C, och den kallaste är januari, med −13 °C.